# Menjarna Shenkora
Menjarna Shenkora è uno dei 105 woreda della Regione degli Amara, in Etiopia.
Nel censimento nazionale del 2007, questo woreda risultava possedere una popolazione di 128 879 abitanti.